# وينديل راموس
وينديل راموس هو عارض وممثل فلبيني، ولد في 18 أغسطس 1978 بمانيلا في الفلبين.

## وصلات خارجية
- وينديل راموس على موقع IMDb (الإنجليزية)
- وينديل راموس على موقع قاعدة بيانات الفيلم (الإنجليزية)